# Естонія (футбольний клуб)
Футбольний клуб «Естонія» Таллінн (ест. Tallinna Jalgpalliselts Estonia) — футбольний клуб, що нині не існує, з Таллінна, який виступав у чемпіонаті Естонії.

## Історія
Заснований у листопаді 1930 року. У своїх перших двох сезонах (1931—1932) виступав у першому дивізіоні, у 1932 році став переможцем турніру.
З 1933 року виступав у вищому дивізіоні. Відразу став одним з провідних клубів країни. У дебютному сезоні посів друге місце (поступившись «Спорту», і втратив чемпіонство в останній грі сезону), а потім п'ять разів поспіль завойовував чемпіонський титул. Протягом двох з половиною сезонів (1934—1936) не зазнав жодної поразки у чемпіонаті країни. У сезоні 1939/40 фінішував другим, пропустивши вперед «Олімпію» (Тарту).
Після входження Естонії до складу СРСР 1940 року було розформовано. Під час німецької окупації відтворено, у 1942 році посів друге місце у чемпіонаті Естонії, а у 1943 році став чемпіоном. Торішнього серпня 1944 року після повернення радянської адміністрації розформований остаточно.

## Відомі гравці
- Ріхард Куремаа
- Микола Лінберг
- Арнольд Піхлак
- Ельмар Саар
- Хейнріх Уукківі
- Едуард Ельман-Еельма

## Досягнення
- Чемпіон Естонії : 1934, 1935, 1936, 1937/1938, 1938/1939, 1943
- Срібний призер чемпіонату Естонії: 1933, 1939/40, 1942